# Mohamed Hazem
Mohamed Hazem (ur. 7 czerwca 1960 w Gizie – zm. 11 listopada 1986) – egipski piłkarz grający na pozycji napastnika. W swojej karierze grał w reprezentacji Egiptu.

## Kariera klubowa
W swojej karierze piłkarskiej Hazem grał w klubie Ismaily SC, w którym zadebiutował w 1977 roku i w którym grał do 1986 roku.

## Kariera reprezentacyjna
W reprezentacji Egiptu Hazem zadebiutował w 1983 roku. W 1986 roku został powołany do kadry na Puchar Narodów Afryki 1986. Z Egiptem wywalczył mistrzostwo Afryki. Na tym turnieju był rezerwowym i nie rozegrał żadnego meczu. W kadrze narodowej grał do 1986 roku.